# Manutschar Markoischwili
Manutschar Markoischwili (georgisch მანუჩარ მარკოიშვილი; * 17. November 1986 in Tiflis, Georgische SSR) ist ein georgischer Basketballtrainer und ehemaliger -spieler.
Markoischwili debütierte bereits als Jugendlicher in der höchsten georgischen Spielklasse und wechselte als 16-Jähriger nach Italien. Nachdem er 2004 mit dem Mitteldeutschen BC aus Weißenfels die FIBA EuroCup Challenge gewonnen hatte, wechselte er für drei Spielzeiten zum slowenischen Spitzenverein KK Union Olimpija. Nach weiteren zwei Spielzeiten in der Ukraine für BK Kiew kehrte er 2009 nach Italien zurück. Er stand später unter anderem bei Galatasaray Istanbul und ZSKA Moskau unter Vertrag. Mit der georgischen Nationalmannschaft nahm er an den Europameisterschaften 2011, 2013, 2015 und 2017 teil.

## Werdegang

### Spieler
Markoischwili debütierte bereits als Jugendlicher für Basco Batumi in der höchsten georgischen Spielklasse und wurde nach starken Auftritten bei der U16-Europameisterschaft 2001 und der georgischen Meisterschaft 2002 vom europäischen Spitzenverein Benetton Treviso verpflichtet. Als Ergänzungsspieler wurde er auch in der höchsten europäischen Spielklasse EuroLeague eingesetzt, in der er mit Benetton Treviso das Finale erreichte, in dem er als 16-Jähriger 15 Minuten Einsatzzeit bekam, das aber gegen den FC Barcelona verloren ging. Nach dem nationalen Double aus Meisterschaft und Pokal 2003 in Italien wurde er im Januar 2004 an den deutschen Basketball-Bundesligisten Mitteldeutscher Basketball Club (MBC) ausgeliehen, mit dem er die FIBA EuroCup Challenge gewann. Im Endspiel hatte der 17-jährige Markoischwili mit 29 Minuten Einsatzzeit und 13 Punkten großen Anteil am Erfolg über den französischen Vertreter JDA Dijon, in dessen Kader Markoischwilis Landsleute Wachtang Natswlischwili und Wiktor Sanikidse standen. Der MBC verlor aufgrund von Liquiditätsproblemen seine Erstligalizenz und wurde daher in der deutschen Liga aus der Wertung genommen, was den Zwangsabstieg zur Folge hatte.
2004 wechselte Markoischwili zum slowenischen Meister KK Union Olimpija, wo bereits sein Landsmann Wladimer Boisa spielte, in die slowenische Hauptstadt Ljubljana, mit dem er in der Folge zweimal die slowenische Meisterschaft und den Pokalwettbewerb gewann. In der EuroLeague schied man jeweils in der Vorrunde aus, in der Saison 2006/07 verlor man zudem die Finalserie der Meisterschaft sowie das Pokalendspiel gegen KK Helios Domžale. Zur Saison 2007/08 wechselte Markoischwili ins ukrainische Kiew zum dortigen Pokalsieger, mit dem er das Achtelfinale im ULEB Cup 2007/08 erreichte. Nach der Vizemeisterschaft und einem erneuten Einzug ins nationale Pokalfinale 2008 wollte man in der Saison 2008/09 unter dem neuen Trainer Saša Obradović nach Titeln greifen, aber nach dem vorzeitigen Aus im Pokalwettbewerb gegen Double-Gewinner BK Asowmasch Mariupol wurden bis auf den ehemaligen Sowjetbürger Markoischwili alle ausländischen Spieler entlassen. Anschließend verlor man auch die Viertelfinalserie im EuroChallenge-Wettbewerb gegen den französischen Verein Cholet Basket.
2009 wechselte Markoischwili in die italienische Serie A zurück und spielte für den zweimaligen Landesmeister-Europapokalsieger der 80er Jahre aus Cantù, der in jener Saison unter dem Sponsorennamen NGC antrat. In der italienischen Meisterschaft erreichte man mit dem vierten Platz 2009/10 die beste Platzierung seit der Spielzeit 1992/93. In der darauffolgenden Spielzeit 2010/11 erreichte man sowohl das Pokalendspiel als auch die Finalserie der Meisterschaft, die beide gegen den Serienmeister und Double-Gewinner Montepaschi Siena verloren gingen.
Nach der italienischen Vizemeisterschaft war Bennet Cantù, so der Sponsorenname des Vereins seit der Spielzeit 2010/11, und an den sich Markoischwili für zwei weitere Spielzeiten vertraglich gebunden hatte, für die EuroLeague 2011/12 qualifiziert, in der man in der Zwischenrunde nur wegen des schlechteren direkten Vergleichs den Einzug in die Viertelfinal-Play-offs verpasste. Markoischwili wurde als „Most Valuable Player“ des für seine Mannschaft allerdings bereits bedeutungslosen letzten Spieltags der Zwischenrunde ausgezeichnet.
Cantù gelang in der EuroLeague 2012/13 als Gastgeber beim Qualifikationsturnier die erneute Qualifikation für die Vorrunde, in der man jedoch diesmal nach zehn Spielen ausschied. Im Januar 2013 wurde Markoischwili dann vom türkischen Verein Galatasaray Istanbul aus seinem Vertrag bei den Norditalienern herausgekauft. Er blieb bis 2014 bei der Mannschaft. 2013 wurde er mit den Istanbulern türkischer Meister, Markoischwili war an dem Erfolg unter anderem mit einem Mittelwert von 9,4 Punkten je Begegnung beteiligt.
Im Spieljahr 2014/15 errang er mit ZSKA Moskau den Meistertitel in der VTB-Liga, sein Punkteschnitt in der Spielklasse betrug in dieser Saison 7,4. Markoischwili ging in die Türkei zurück, stand 2015/16 bei Darüşşafaka SK unter Vertrag. Im Spieljahr 2017/18 stand er in Diensten von Pallacanestro Reggiana Reggio Emilia in Italien.

### Nationalmannschaft
Mit der georgischen Nationalmannschaft hatte sich Markoischwili 2010 für die EM-Endrunde 2011 qualifiziert, bei der man nach zwei Vorrundensiegen in die Zwischenrunde der zwölf besten Mannschaften einzog. Dort blieb man jedoch sieglos und schied aus. Er nahm ebenfalls an den Europameisterschaften 2013, 2015 und 2017 teil. Vordere Platzierungen gelangen ihm mit der Auswahl nicht, seinen besten Punkteschnitt bei einem EM-Turnier verbuchte Markoischwili 2013, als er 13 Punkte je Begegnung erzielte.

## Trainer
Im Spieljahr 2020/21 arbeitete Markoischwili als Trainer der georgischen Mannschaft Titebi Tiflis. Er stieß im Vorfeld der Saison 2021/22 zum Trainerstab von AS Monaco und wurde bei der Mannschaft aus dem Fürstentum Assistent von Cheftrainer Zvezdan Mitrović.
Am 18. November 2024 trennten sich die AS Monaco und Saša Obradović in beiderseitigem Einvernehmen. Markoischwili wurde der Interimstrainer.